# Philippe Close
Philippe Close (ur. 18 marca 1971 w Namur) – belgijski polityk, od 2017 roku burmistrz Brukseli.
W latach 2006–2017 był radnym miasta Brukseli. Od 2009 roku był posłem do parlamentu Regionu Stołecznego Brukseli, w którym to był przewodniczącym Komisji Spraw Społecznych oraz liderem grupy Partii Socjalistycznej. Jest wiceprzewodniczącym PS.

## Biografia
Ukończył prawo na Université Libre de Bruxelles. W 1999 roku został zatrudniony przez Elio Di Rupo w Institut Emile Vandervelde (ośrodku badawczym Partii Socjalistycznej). W 2000 roku został rzecznikiem Di Rupo. Od 2001 roku pracował jako dyrektor gabinetu burmistrza Brukseli – Freddy'ego Thielemansa.
W wyborach samorządowych w 2006 roku został wybrany radnym miasta Brukseli. Jako radny odpowiadał m.in. za turystykę. W wyborach samorządowych w 2012 roku uzyskał reelekcję na stanowisku radnego. Zaczął wówczas odpowiadać również za finanse miasta. Był prezesem Regionalnego Biura Turystycznego w Brukseli.
W 2009 roku uzyskał mandat posła do parlamentu Regionu Stołecznego Brukseli. W parlamencie był przewodniczącym Komisji Spraw Społecznych. W 2013 roku został mianowany liderem grupy PS w parlamencie.
Po rezygnacji Yvana Mayeura z funkcji burmistrza, został jednym z kandydatów na ten urząd. 20 lipca 2017 roku został zaprzysiężony na stanowisku burmistrza Brukseli. 14 października 2018 roku uzyskał reelekcję na pełną, 6-letnią kadencję burmistrza.
Jest wiceprzewodniczącym Partii Socjalistycznej.

## Życie prywatne
Close jest ojcem dwójki dzieci.